# 宋孟君
宋孟君（1990年6月20日—），江西吉安人，中國大陸男歌手，毕业于星海音乐学院。自2016年5月开始，因其数首歌曲涉嫌抄袭其他多位歌手的原创歌曲（被称之为「洗歌」）而引起网络争议，并且被众多音乐爱好者批评指责。

## 音乐专辑/EP
| 專輯名稱     | 專輯資訊                                                       | 曲目 |
| ------------ | -------------------------------------------------------------- | --- |
| 高阳君       | - 發售日期：2010年4月10日 - 語言：國語 - 發行公司：拉拉索文化  | 1. 风筝与彩虹 2. 我明白 3. 夕阳下的我们 4. 孔雀东南飞 5. 多一点点 6. 秋月醉 7. 星星的路口 8. 放晴 9. 远航 10. 遇见不见                          |
| 广州欢迎你   | - 發售日期：2010年11月13日 - 語言：國語 - 發行公司：拉拉索文化 | 1. Welcome to GuangZhou 2. 嘿GUY 3. 最美的风采 4. 山里的孩子有梦想                                                                              |
| 这时候       | - 發售日期：2012年4月10日 - 語言：國語 - 發行公司：拉拉索文化  | 1. 我的初恋呀 2. 叛逆 3. 纸印记的爱 4. 牵着你的手 5. 多彩的生活 6. 爱过了 7. 有一群孩子 8. Hey Guy 9. Welcome to GuangZhou 10. 山里的孩子有梦想 |
| 停止爱情     | - 發售日期：2013年4月26日 - 語言：國語 - 發行公司：极韵文化    | 1. 停止爱情 2. 被爱的人永远不会有错 |
| 来自繁星的你 | - 發售日期：2014年5月8日 - 語言：國語 - 發行公司：极韵文化     | 1. 被雨煮过的夏天 2. 我好喜欢你 |

## 微电影
- 《来自繁星的你》（2014年）[1]
- 《魔法女仆》（2015年）

## 爭議
2016年6月，宋孟君《一厘米的距离》发行后大约一个月的时间，该歌曲在网络上引发了轩然大波，被指抄袭周杰倫《夜曲》。宋孟君承認《一厘米的距離》旋律與《夜曲》相近，向周杰倫的支持者道歉並將歌曲下架。
此外，宋孟君还有多首歌曲涉及抄袭和「洗歌」。例如：《独上西楼》疑似抄襲许嵩《多余的解释》，《对方正在输入》疑似抄襲汪蘇瀧《我也不知道》，《王者峡谷》疑似抄襲周杰倫《三年二班》，《王者榮耀》疑似抄襲周杰倫《龍戰騎士》，《高冷的爱情》疑似抄襲Z新豪《东京不太热》，《地鐵等待》疑似抄襲蘇芮《奉獻》。
实际上，宋孟君并未受到因他的抄袭行为引起的实质负面影响与法律制裁。所以在他尝到流量的红利与金钱的利益之后，又在2017年成立了北京云猫文化有限公司，继续以产业链方式改编抖音、微博的平台的热门歌曲，从歌名、词曲等多种方式抄袭和「洗歌」。